# Szamoaiak
A szamoaiak (szamoaiul: tagata Sāmoa) polinéz népcsoport, a Csendes-óceán délnyugati részén fekvő Szamoa-szigeteket népesítik be. Az európai gyarmatosítás óta a szigetcsoport politikailag megosztott, a két nagyobb nyugati sziget, Savai'i és Upolu 1962-óta Szamoa néven független ország, míg a keleti rész Amerikai Szamoa néven az Amerikai Egyesült államok külbirtoka.  A két ország szamoai lakossága ugyanahhoz a népcsoporthoz tartozónak vallja magát és ugyanúgy a szamoai nyelvet beszéli, azonban kultúrájuk ma már jelentős mértékben különbözik egymástól.

## Történet
Az első embercsoportok mintegy 3000 évvel ezelőtt érkeztek meg Szamoára, a Délkelet-Ázsiából kiinduló nagy polinéz vándorlási hullám során. A legkorábbi eredetű régészeti leleteket az upolui Mulifaunában találták és már a szamoai történelem legkorábbi időszakából is kőből épült piramis szerű halmokat tártak fel. A szigetcsoport kiindulási pontként szolgált a polinézek számára a további keleti és északi irányú terjeszkedéshez. A középkorban a Tonga birodalomhoz tartozott, majd az államalakulat hanyatlása után is szoros kapcsolatokat tartott fenn a szomszédos szigetcsoportokkal, a nemesség házasságokat is kötött a fidzsii és tongai családokkal. Az európai misszionáriusok az 1830-as években érkeztek meg és megtérítették a szamoaiakat. Az országot 1899-ben háromhatalmi egyezmény osztotta két részre, a nyugati szigeteken Német Szamoa jött létre, míg a keletieket az USA csatolta magához. Nyugat-Szamoát az első világháború után Új-Zéland szerezte meg, tőle vált függetlenné az ország 1962-ben. A keleti szigetlánc továbbra is az Amerikai Egyesült Államok külbirtoka Amerikai Szamoa néven.

## Hagyományos gazdaság
A szamoaiak hagyományosan apró partmenti földeken folytattak mezőgazdasági termelést, valamint halászó életmódot folytatva önellátásra rendezkedtek be. A közösség évszázadokon át megőrizte halfogási technikáit, amelyeknek során dárdákkal, halcsapdákkal, kosarakkal, hurkokkal, hálókkal, állatokkal és öblök elrekesztésével fogták ki a zsákmányt. Amíg a férfiak kihajóztak a lagúnára oldalhajós csónakjaikkal, vagy a földeken dolgoztak, a nők a tengerparton gyűjtötték össze az ehető kagylókat, rákokat, polipokat és tengerisünöket. Különlegesen finom eledelnek számított a palolo néven emlegetett tengeri féreg, amely minden évben november elején nagy tömegekben a víz felszínén gyűlt össze párzani, ilyenkor nagy mennyiségben halászták. A gyékényeket, ruhákat és kosarakat szintén a nők készítették növényi alapanyagokból,  a legszínesebb, legdíszesebb gyékényeket akár több hónapon át készítik és madártollakkal díszítik. Ezek a szőnyegek értékes vagyontárgynak és csereeszköznek számítottak a szigetvilágban.

## Politikai és társadalmi berendezkedés

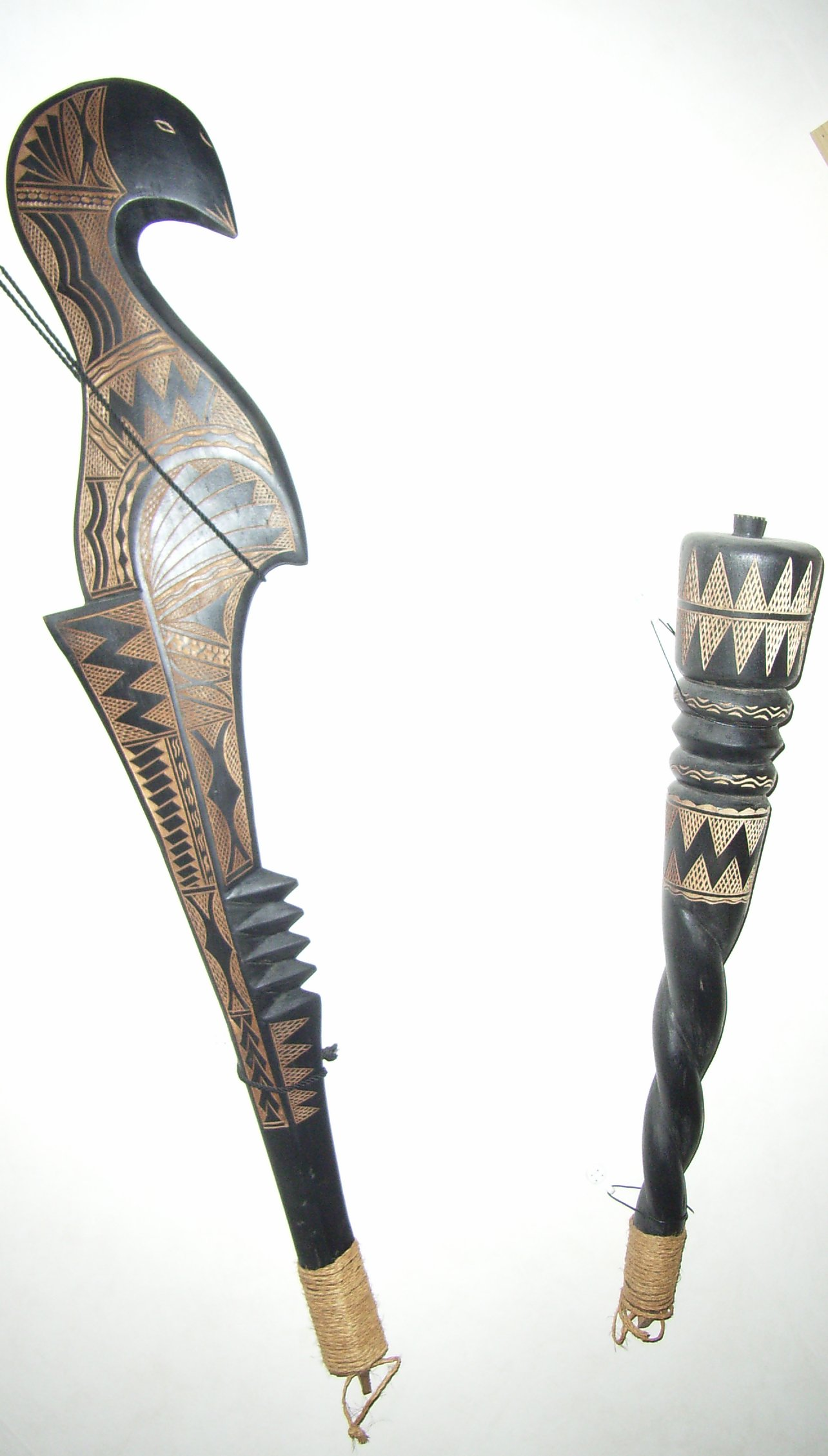
Hagyományos szamoai kézifegyverek

A polinéz társadalom alapegysége a nagycsalád (aiga), amelynek mérete körülbelül 50 főig terjed és tagjait vérségi, örökbefogadási, valamint házassági kapcsolatok kötik össze. A család vezetője a patriarchális családfő (matai), ő dönt a közösség ügyeiben és irányítja a földeken folyó munkát. Néhány nagycsalád együtt alkot egy falut, amely egy tradicionális körzethez tartozik. A körzet legnagyobb hatalmú családfője birtokolja a politikai hatalmat és faluja a terület központja. Az ország jelenlegi közigazgatási egységeinek határait is a hagyományos körzetek elhelyezkedése alapján húzták meg. A népesség hagyományos politikai berendezkedéséből következik egész Szamoa rurális jellege, ami alól csak a főváros, Apia jelent kivételt.
- Lásd még: Szamoa közigazgatása

## Kultúra

### Népmesék
A szamoai népmesék és történetek szájról szájra, generációról generációra terjedtek és mivel nem alakult ki írásbeliség, folyamatosan változtak. A mindennapi szociális élet fontos eleme volt az esti mesélés a tábortűznél, ahol az öregek átadták népmesekincsüket a fiatalabb korosztálynak. Témakörük legtöbb esetben a mitológiához kapcsolódott, különböző helyek és élőlények keletkezését, történetét írták le. Ezeknek a történeteknek fontos jellemzője a bonyolult szimbólumrendszer, amely valamely mélyebb jelentést kapcsol a cselekményhez.

### Zene

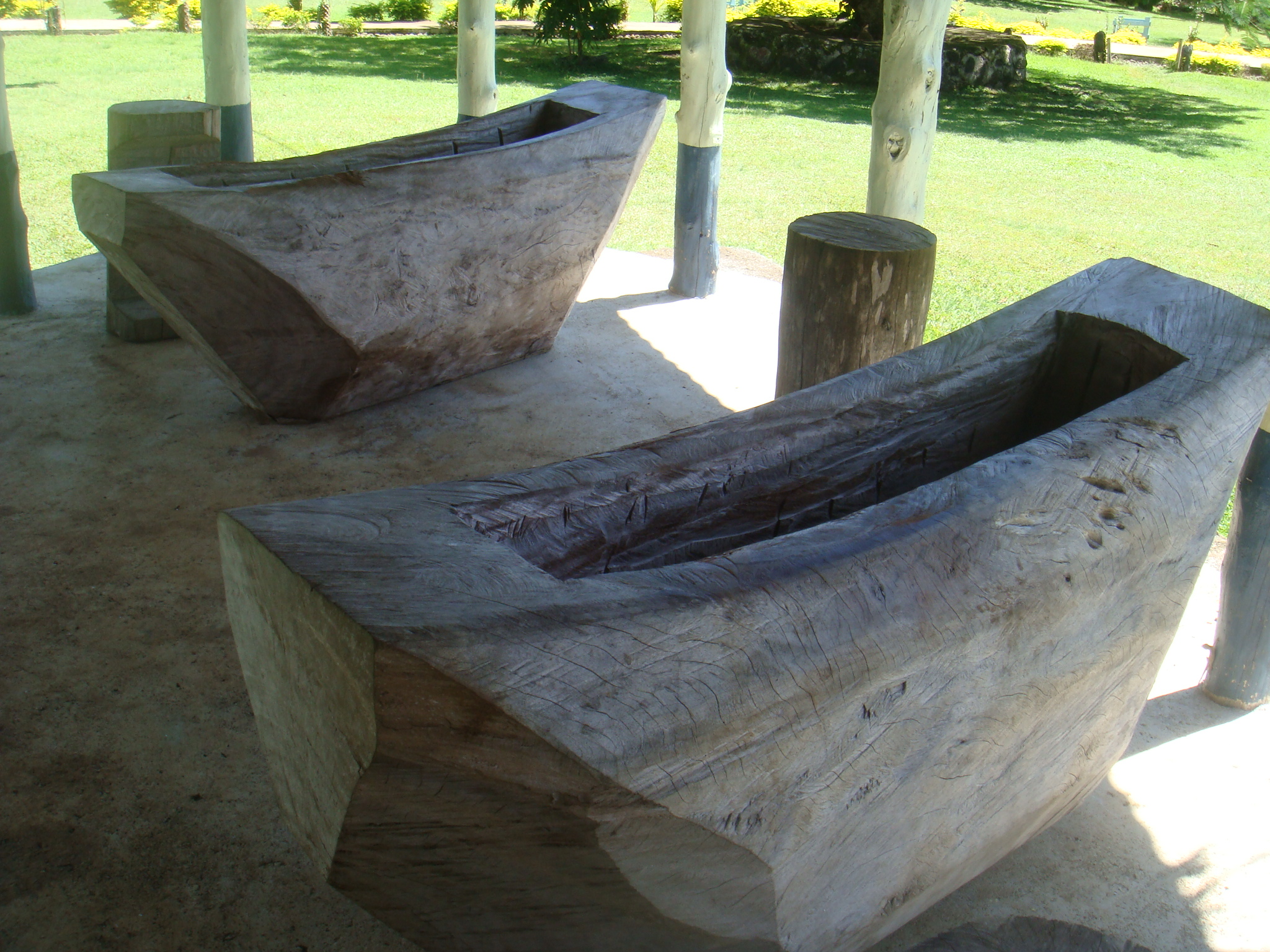
Talipalau rönkdobok

A szamoai zene legnagyobbrészt a dobokon és a kóruson alapul, ezt egészítették ki az egyszerű felépítésű orrfuvolák és kagylókürtök. Az éneklés végig kísérte a mindennapokat, külön dalok szóltak a földműves, a kézműves és a halászattal kapcsolatos munkákról. Az őslakos vallási rituálék is zene mellett zajlottak, valamint legtöbbször a meséket, hősi és mitológiai történeteket is énekelve adták elő. Különleges alkalmakkor bevett szokás volt, hogy külön darabot komponáltak az eseményhez. Jelenleg az általános nyugati zenék a legelterjedtebbek a szigetországban, de a helyi előadók előszeretettel kombinálják a népdalok dallamvilágát a modern könnyűzenével. 

### Tánc

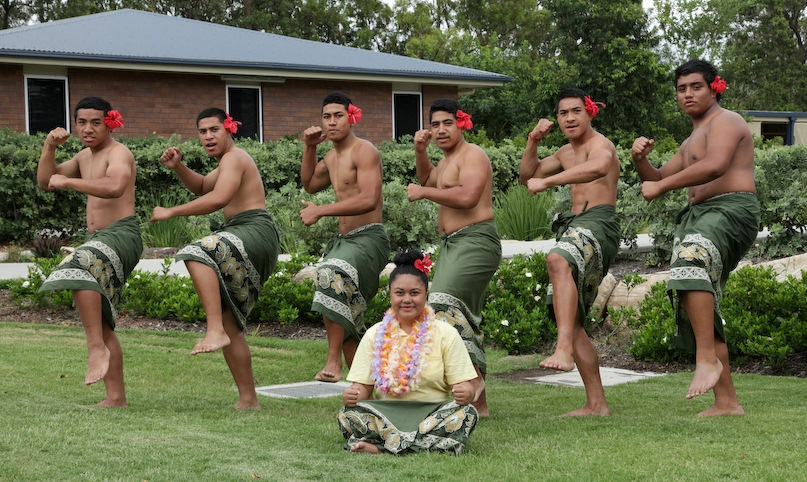
Táncosok Szamoán

A szamoaiak különleges, egyedi tánckultúrával rendelkeznek, sokszínű koreográfiával. Az egyéni és a társastáncok egyaránt fontos szerepet töltenek be a közösség életében. A gyarmatosítás időszakában Tahititől és Hawaiitól eltérően nem volt tiltott az összes őslakos tánc, csak az éjjel előadott rituális táncokat, a pōula-t szüntették meg. A tiltott táncok helyét újonnan kialakultak vették át. A társas táncok esetében az előadók legfeljebb pár lépés távolságra távolodnak el kiindulási helyükről, míg az egyéni táncoknál nagyobb a mozgástér. A hagyományos szamoai kultúrában fontos rituális szerepet kapnak a különféle táncok, külön koreográfia tartozik a vendégek üdvözléséhez, valamint a helyi gyűlésekhez és szertartásokhoz is. Látványos szamoai táncelőadások tekinthetők meg a Szamoai Zászló napján Amerikai Szamoán, a Teulia fesztiválon, valamint a népes amerikai és új-zélandi emigráció kulturális ünnepségein.

### Tetoválás

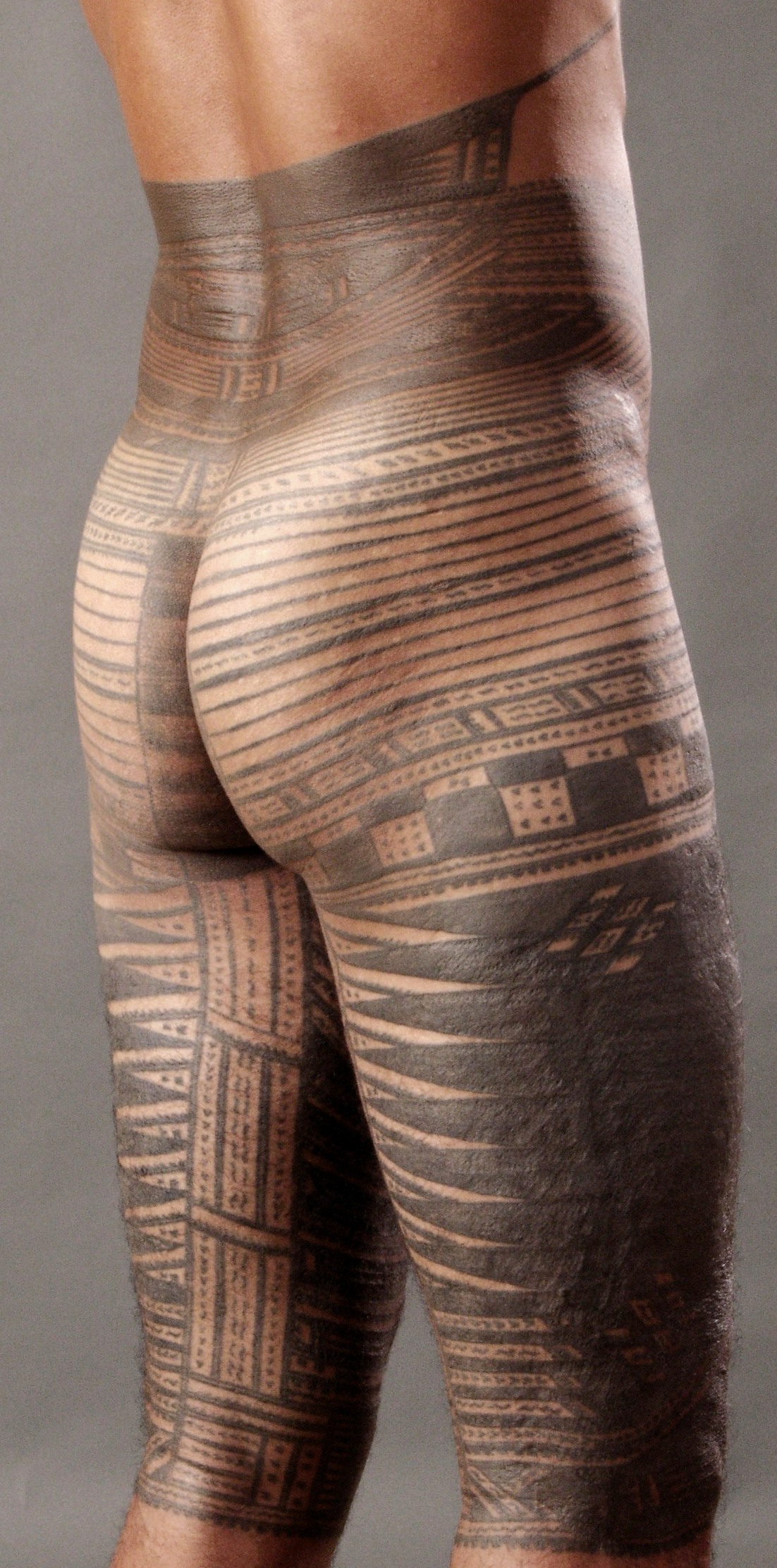
Szamoai férfi tetoválás, a pe'a

A hagyományos szamoai kultúra egyik fontos eleme a tetoválás, amelynek helyi elnevezése a tiszteletet jelentő tatau kifejezés.  A férfiak különlegesen fájdalmas és költséges tetoválását, a pe'a-t egy kijelölt  mester, a tufuga ta tatau végezte segédeivel egy rituális ceremónia keretében. A beavatkozás során a páciens a padlóra feküdt és ezután készítették el bőrére különböző csontezközök és festékanyagok segítségével a fekete színű, geometrikus mintákat ábrázoló tetoválást. A férfiak pe'a-ja az egész alsótestet beborította, a női tetoválás, a malu csak kisebb díszítések sorozata volt a karon és a lábszáron. A költséges beavatkozás fontos esemény volt minden fiatal férfi esetében, egyfajta beavatási szertartásként szolgált. A szigetekre érkező európai tengerészeknek megtetszettek a díszítések és magukkal vitték a technikát hazájukba, ahol később nagy népszerűségre tett szert. Az angol tattoo és a magyar tetoválás szó egyaránt a szamoai tatau kifejezésből származik.

## Nyelv
A polinéz nyelvek családjába tartozó szamoai nyelvet napjainkban mintegy 417 000-en beszélik a Szamoa-szigeteken, valamint az amerikai, ausztrál és új-zélandi emigrációban. közeli rokonságban áll a tongai, a rarotongai és a wallisi nyelvvel. A szamoainak két nyelvváltozata létezik, a hétköznapokban használt tautala leaga és az udvarias, hivatalos gagana fa‘aaloalo. A nyelv latinbetűs írott változatát európai misszionáriusok dolgozták ki a 19. században, az első írott szamoai nyelvemlék egy ima 1839-ből, az első teljes szamoai bibliafordítás 1862-ben készült el.

## Vallás
A szamoaiak hagyományos törzsi jellegű vallása szerint a halál után a közemberek szelleme egy víz alatti világba kerül, míg a családfő lelke nyugat felé távozik és egy paradicsomi szigeten pihen meg. A helyi babonák szerint  az elhunytak lelke éjszakánként visszajár a tenger mélyéről, emiatt nem tanácsos a szabadban éjszakázni. A szamoai politeista mitológia istenei szigorú hierarchiába rendeződtek és minden település saját védelmező istennel rendelkezett, aki valamelyik állatfajban öltött testet.
Jelenleg a szamoaiak 100%-a keresztény, a Szamoai Független Államban és Amerikai Szamoában egyaránt legtöbben a helyi kongregacionalista egyházhoz tartoznak, ezt követi a katolicizmus. Jelentős még a metodista és a mormon vallási közösség is.

## Emigráció
Mindkét Szamoa komoly problémája az elvándorlás, nagy méretű bevándorlóközösség él az Amerikai Egyesült Államokban elsősorban Hawaiion, valamint Új-Zélandon és Ausztráliában is. Összességében a becslések szerint jelenleg több mint 400 ezer szamoai él hazájának határain túl, ami jóval meghaladja a Szamoa-szigeteken élő közösség létszámát.

## Híres szamoaiak

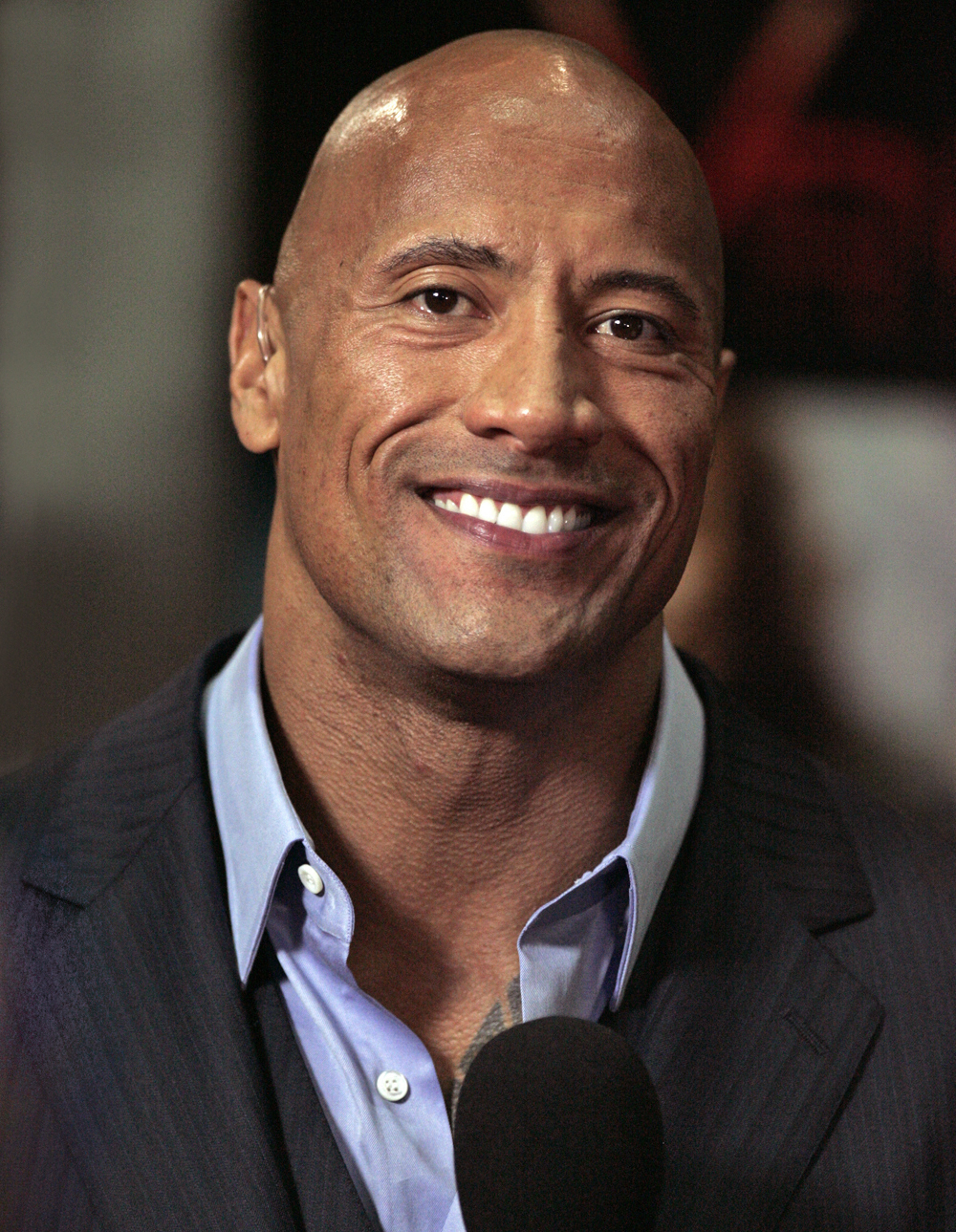
Dwayne Johnson színész Amerikában
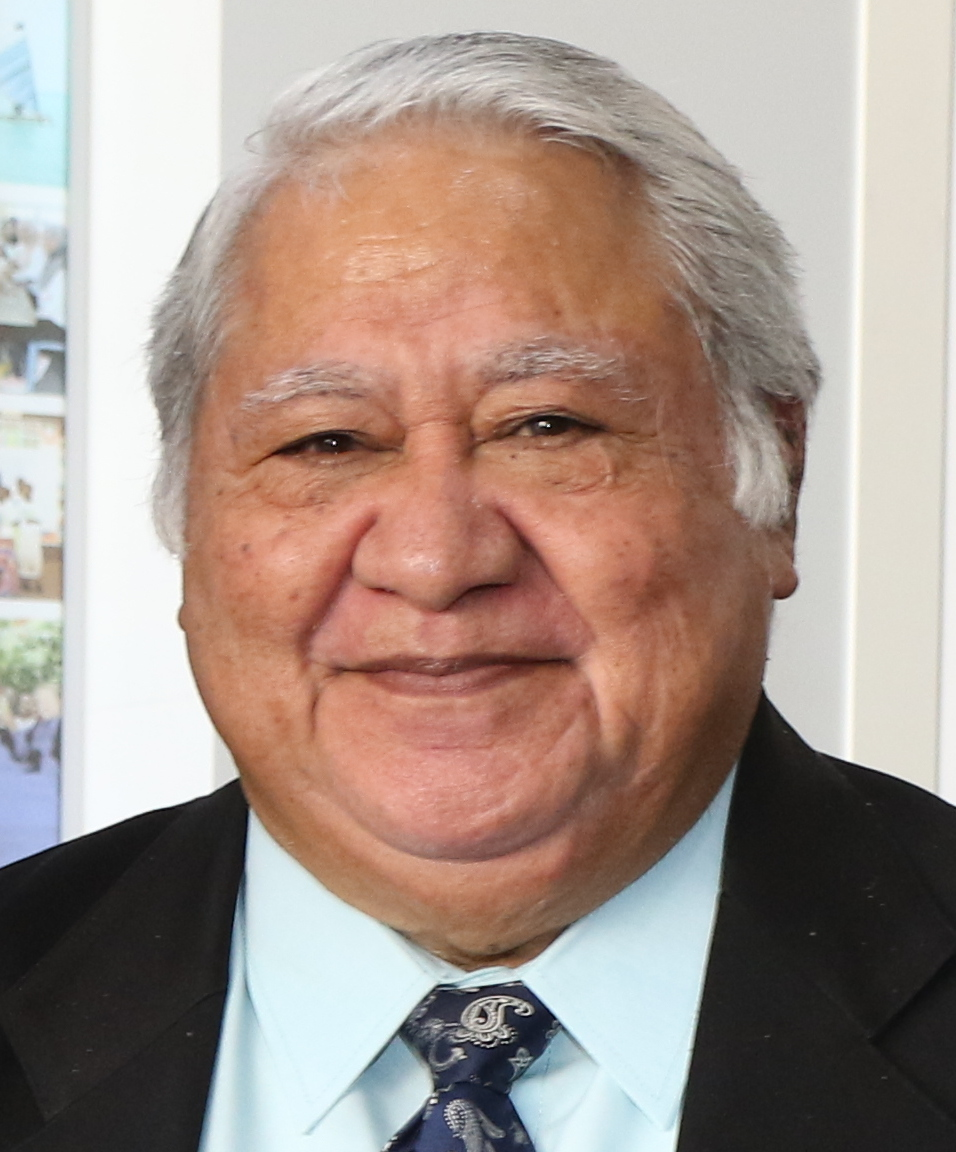
Tuilaepa Aiono Sailele Malielegaoi szamoai miniszterelnök 1998-tól 2021-ig
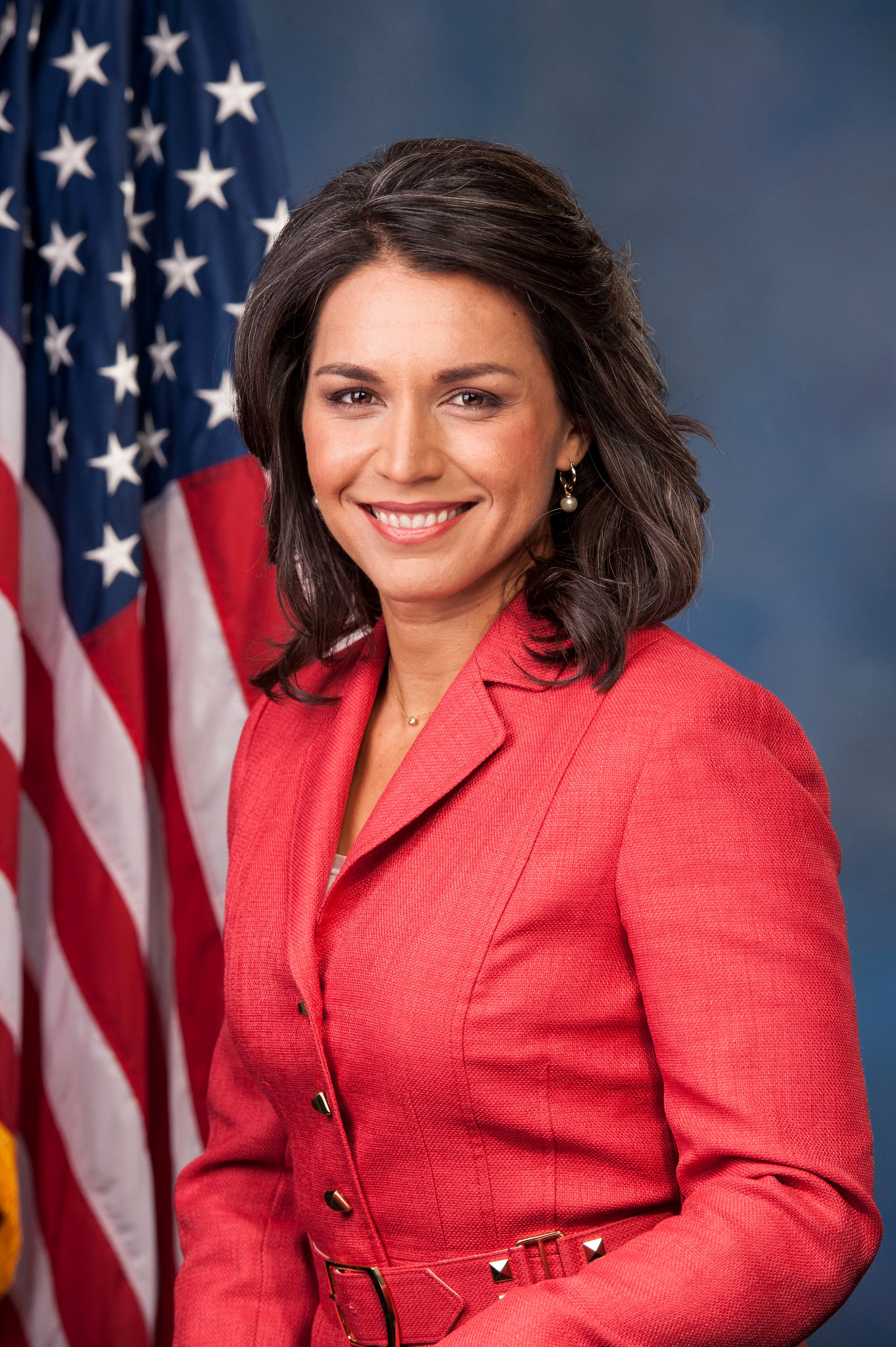
Tulsi Gabbard kongresszusi képviselő az USA-ban, a 2020-as amerikai elnökválasztás demokrata előválasztásának egyik elnökjelöltje
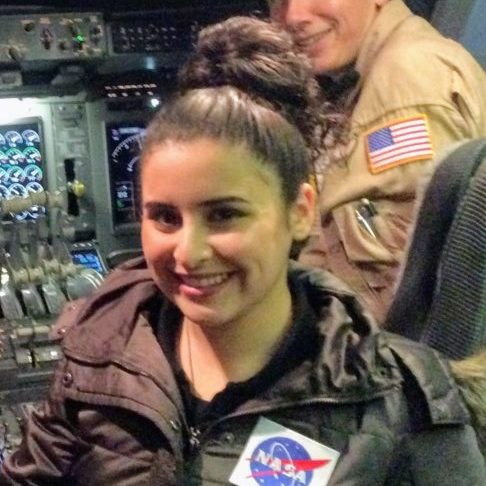
Alexia Hilbertidou feminista aktivista Új-Zélandon
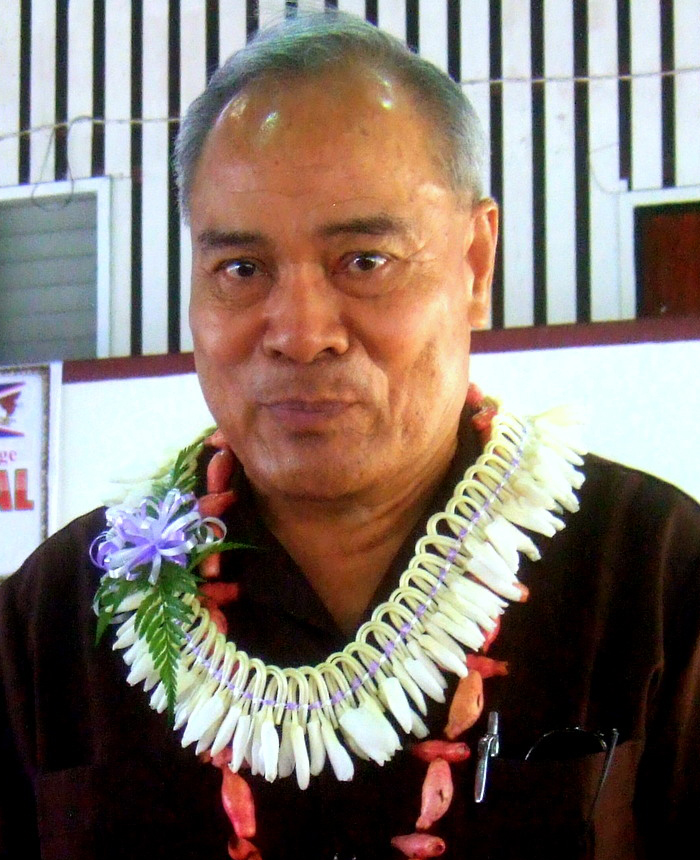
Lolo Matalasi Moliga, Amerikai Szamoa kormányzója
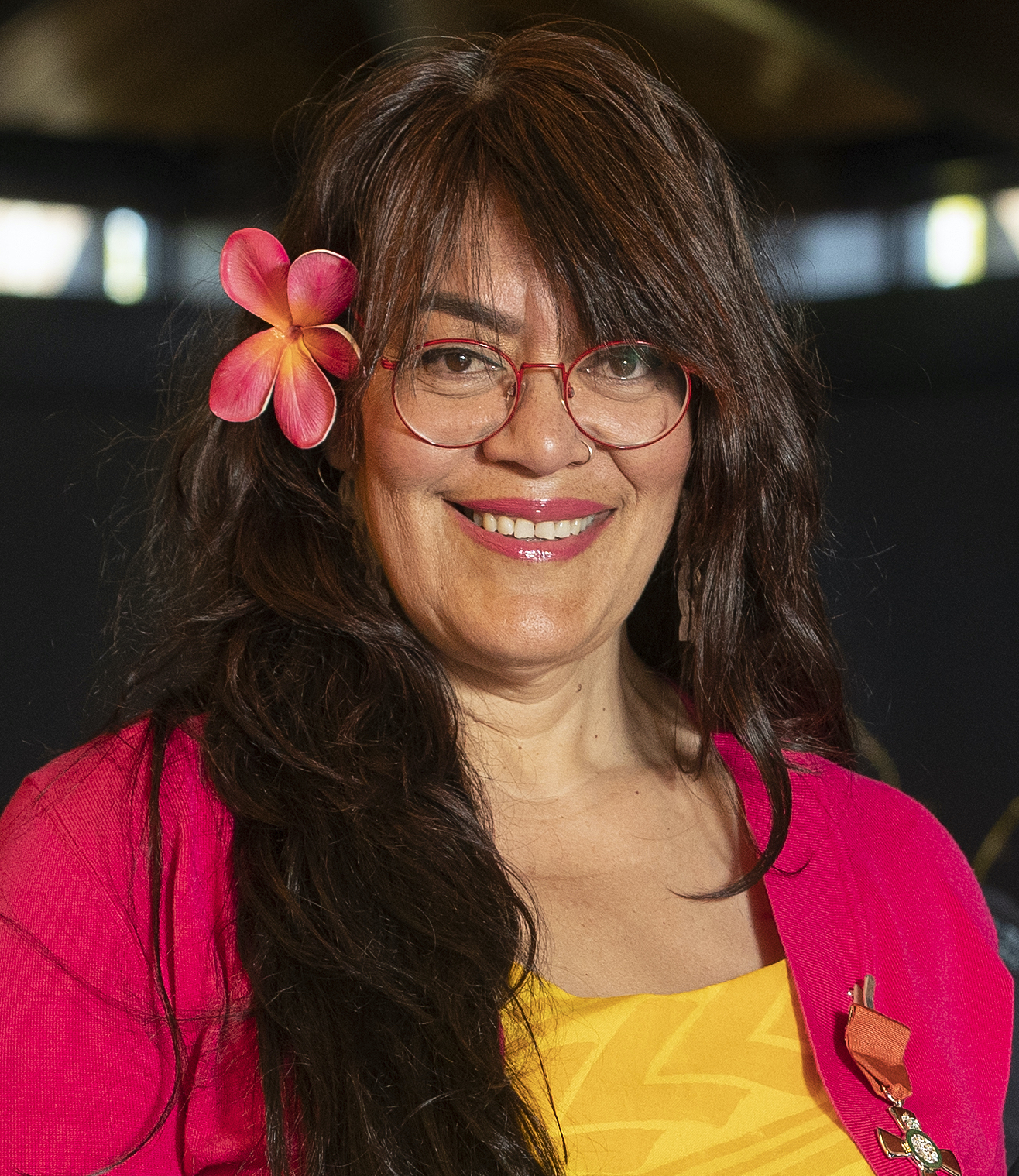
Tusiata Avia új-zélandi gyermekkönyvíró